# Chloé Willhelm
Chloé Willhelm (nascuda el 8 de juliol de 1989) és una competidora francesa en natació sincronitzada. Als Jocs Olímpics de Londres 2012, que van tenir lloc a Londres, Regne Unit, va quedar desena en la competició de Duo Femení (al costat de Sara Labrousse).